# Svemirski zahod
Svemirski zahod je specijalno opremljen prostor u svemirskoj letjelici ili svemirskoj postaji koji se koristiti u uvjetima mikrogravitacije za obavljanje fizioloških potreba (mokrenja i defekacije) kozmonauta. Opremljen je školjkom prilagođenom za muškarce i žene, koja se po izgledu ne razlikuje značajno od obične zahodske školjke na Zemlji. U početku su svemirska odijela astronauta imala pelene i otpadne vrećice u koje su kozmonauti obavljali nuždu, a danas nuždu obavljaju u svemirskim zahodima, skoro na isti način kao pri odlasku u sanitarni čvor na Zemlji.

## Povijest
Prema podacima iz povijesti, jedan od najstarijih zahoda, star oko 4000 godina, jest onaj u minoskoj palači u Knososu (na grčkom otoku Kretai). Vertikalne kamene cijevi dovodile su i odvodile toplu i hladnu tekuću  vodu do zahodske školjke i kade kupatila. Ova palača imala je mehanizam koji nalikuje prvom sustavu za ispiranje zahodske školjke u povijesti, povezanom s glavnim spremnikom za vodu.
Odlazak u zahod na Zemlji je lak i jednostavan jer gravitacija „vuče” na dolje čvrst i tekući otpad koji potom ispire voda. U uvjetima mikrogravitacije u ograničenom prostoru svemirske letilice, tjelesni otpad mogao bi lebdjeti po njegovoj kabini. Zato je NASA u 20. stoljeću potrošila oko 23,4 milijuna dolara za projektiranje i izgradnju svemirskog zahoda namijenjenog Space Shuttleu (ili za projekt koji se bavio onim što su konstruktori NASA-e nazivali "sustav za eliminaciju probave"). Prvi "svemirski zahod" koji je bio jednostavan po svojoj konstrukciji i bio je ugrađen u prvu verziju kozmičkog odijela zapravo je bila neka vrsta gaćica i upijajućih pelena za odrasle. 
Prvi let s ljudskom posadom koji su obavili američki astronauti u svemiru 1961. trajao je samo 15 minuta, nakon što je  letjelica prešla cijelu orbitu oko Zemlje. Tada nitko nije ni pomišljao da svemirsku letjelicu opremi zahodom za 15 minuta leta. Astronauti koji su bili pod stalnom prismotrom kamera i auditorija sa zemlje, zbog jakog srama često su bili emotivno ali i konstruktivno onemogućeni da normalno mokre pa je zbog toga jedan od astronauta tijekom misije mokrio u svemirskom odijelu.
Tijekom sljedećih letova astronauti su nosili velike upijajuće pelene "kao zamjenu za zahod". Pelene su potom evoluirale u veliku plastičnu vrećicu (neku vrstu gaćica za pelene)  s dvostranim ljepljivim trakama za fiksiranje (kopčanje) oko stražnjice astronauta. Vrećica je na sebi imala urez s plastičnim ljepljivim trakama koje su stajale na stražnjici do kraja leta broda. Astronauti su tokom leta povremeno morali "gurati" svoje prste kroz urez na vrećici, zahvaćati izmet i prebacivati ga u posebnu torbu, u kojoj je on ostajao zamotan i uskladišten do kraja misije. Ali i pored jasno uvežbane procedure, bilo je nekoliko situacija kada je izmet naočigled svih (pred kamerama u brodu) "pobjegao" iz torbe, zbog odljepljivanja vrećice od stražnjice astronauta. Tada su kamere u brodu morala biti privremeno isključene radi zaštite ličnosti astronauta od pogleda američkih gledatelja.
Suvremena svemirska letjelica ima zahod ili sustav za sakupljanja otpada, koji je potpuno integriran, visokosofisticiran, multifunkcionalan sustav. To je sanitarni čvor sličan zemaljskom, s ispiranjem i provjetravanjem zrakom, a ne vodom.
- Upijajuće pelene i neki modeli svemirskog zahoda
- Upijajuće pelene su preteča svemirskog zahoda
- Zahod u servisnom modulu  Zvezda (ISS)
- Svemirski zahod u Međunarodnoj svemirskoj postaji

## Vanjske poveznice
- Как ходят в туалет на космическом корабле (7 фото)  Arhivirana inačica izvorne stranice od 12. kolovoza 2016. (Wayback Machine)
- NASA Video shows how to train for and use the Space Shuttle toilet
- Water in weightless conditions  Arhivirana inačica izvorne stranice od 26. svibnja 2013. (Wayback Machine)
- Weightless washcloths and floating showers
- Space Toilet
- Potty Training - How To Go To The Bathroom In Space  Arhivirana inačica izvorne stranice od 3. kolovoza 2016. (Wayback Machine)
- Space toilet key to conquering final frontier  Arhivirana inačica izvorne stranice od 14. svibnja 2008. (Wayback Machine)
- NASA's squeamish space-potty vid  Arhivirana inačica izvorne stranice od 17. svibnja 2011. (Wayback Machine)
- Russian Zero-Gravity Space Toilet  Arhivirana inačica izvorne stranice od 24. rujna 2015. (Wayback Machine)
- A tour of a space facility in the US apparently prompted Prince Philip to ask how astronauts deal with "natural functions" in space. So how exactly do they go to the toilet (or should that be the loo)?
- NASA buys $19 million Russian toilet system for international space station
- "Getting a Handle on Space Toilets", Scientific American, May 30, 2008
- "Astronauts Swab the Deck"  Arhivirana inačica izvorne stranice od 12. prosinca 2012. (Wayback Machine)